# Union Township (Brown County, Ohio)
Union Township ist eines von 16 Townships des Brown Countys im US-Bundesstaat Ohio. Nach der Volkszählung im Jahr 2000 waren hier 3015 Einwohner registriert.

## Geografie
Union Township liegt im Nordosten des Brown Countys im Südwesten von Ohio, grenzt im Süden und Südwesten an den Ohio River, der die natürliche Grenze zu Kentucky darstellt, und grenzt im Uhrzeigersinn an die Townships: Byrd Township, Huntington Township, Jefferson Township und Pleasant Township.

## Verwaltung
Das Township wird durch ein Board of Trustees, bestehend aus drei gewählten Mitgliedern, verwaltet. Zwei Personen werden jeweils im Jahr nach der Präsidentschaftswahl gewählt und eine jeweils im Jahr davor. Die Amtszeit dauert in der Regel vier Jahre und beginnt jeweils am 1. Januar. Daneben gibt es noch einen Township Clerk (Schriftführer), der ebenfalls im Jahr vor der Präsidentschaftswahl auf eine vierjährige Amtszeit gewählt wird. Dessen Amtszeit beginnt jeweils am 1. April.